# Horburg

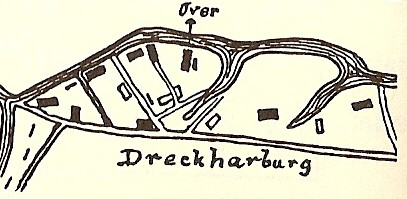
Abbildung aus Ernst Reinstorf: Elbmarschkultur (1929)

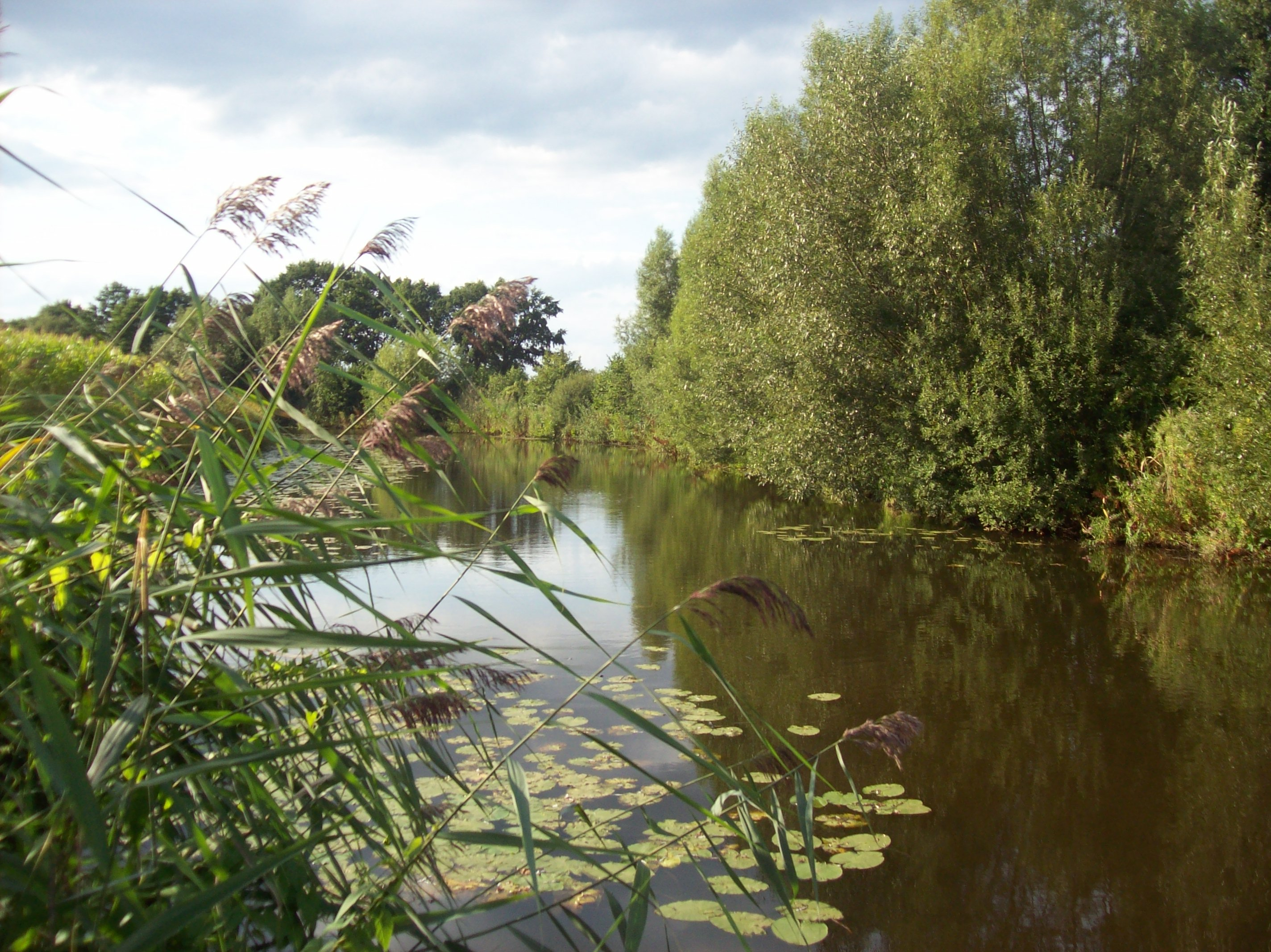
Die Neetze

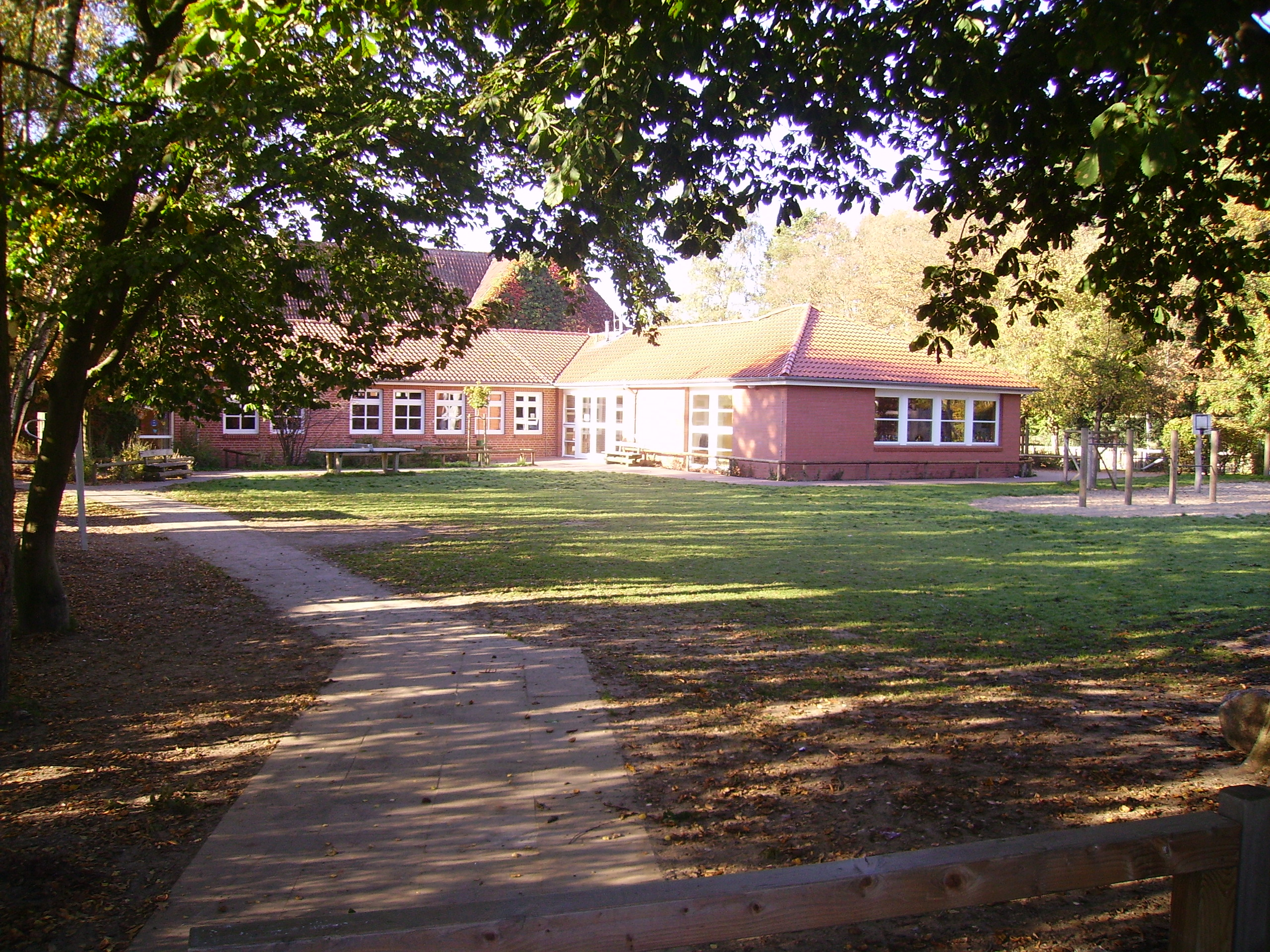
Grundschule Horburg

Horburg  ist ein Ortsteil der Gemeinde Barum im Landkreis Lüneburg, Niedersachsen   (Deutschland).

## Geografie
Horburg ist ein Dorf inmitten der Lüneburger Elbmarsch. Es liegt nicht weit entfernt von der Stadt Lüneburg (etwa 17 km). Nach Hamburg sind es rund 40 km. Horburg ist eingebettet in eine Kulturlandschaft, welche die ersten Siedler vor etwa 1000 Jahren dem Wasser abgerungen hatten. So prägen noch heute zahlreiche Wasserläufe das Landschaftsbild. Nördlich der Ortschaft verläuft die Neetze.
Bis Ende des 19. Jahrhunderts mündete dieser Fluss am westlichen Dorfrand in die Ilmenau. Seit Fertigstellung des Ilmenaukanals im Jahre 1888 fließt die Ilmenau nicht mehr durch Horburg. Das bisherige Flussbett der Ilmenau gehört jetzt der Neetze.

## Geschichte
Horburg wurde im Jahre 1318 erstmals urkundlich erwähnt. Um 1450 hatte das Dorf fünf Hofstellen und gehört zur Vogtei Bardowick.
Bereits 1659 war in Horburg eine Schule vorhanden, die aber zu der Zeit kaum genutzt wurde, da die Eltern ihre Kinder für Arbeiten in der Landwirtschaft brauchten.
1902 wurde die Freiwillige Feuerwehr Horburg gegründet. Kurz vor Ende des Zweiten Weltkrieges mussten die Bewohner das Dorf auf Anweisung der englischen Besatzer räumen und es ausländischen Kriegsgefangenen und Fremdarbeitern, die hier vor ihrem Heimtransport gesammelt wurden, zur Verfügung stellen. Erst am 1. September 1945 konnten die Einwohner wieder nach Horburg ziehen.
Am 1. März 1974 verlor Horburg seine Selbstständigkeit. Der Ort wurde im Zuge der Gebietsreform zum Ortsteil der Gemeinde Barum. Außerdem gehört er seitdem zur Samtgemeinde Bardowick.

## Ortsname
Bis 1931 hieß das Dorf noch Dreckharburg. Der Name stammt von dem plattdeutschen Begriff „trecken“=ziehen, da man hier die Ilmenauschiffe flussaufwärts ziehen musste. Durch Erlass des Preußischen Staatsministeriums vom 22. Mai 1931 bekam Horburg seinen heutigen Namen.

## Bildung
In Horburg befinden sich eine Grundschule, ein Kindergarten sowie eine Kindertagesstätte. Weiterführende Schulen gibt es dann in Bardowick, Scharnebeck und Lüneburg.
Im angrenzenden Gebäude vom Kindergarten ist seit 2007 ein Jugendzentrum vorhanden.

## Verkehr
Horburg ist durch die Buslinie 5402 (Marschacht–Tespe–Horburg–Barum–Wittorf–Bardowick–Lüneburg) des Hamburger Verkehrsverbundes an das regionale Verkehrsnetz angebunden. Außerdem verkehrt die Linie 5904 (Horburg–Brietlingen–Schulzentrum Scharnebeck) zur Schülerbeförderung.